# Ottumwa
Ottumwa é uma cidade localizada no estado americano de Iowa, no Condado de Wapello.

## Demografia
Segundo o censo americano de 2010, a sua população era de 25023 habitantes.

## Geografia
De acordo com o United States Census Bureau tem uma área de
42,6 km², dos quais 40,9 km² cobertos por terra e 1,7 km² cobertos por água.

## Localidades na vizinhança
O diagrama seguinte representa as localidades num raio de 20 km ao redor de Ottumwa.